# Serixia formosana
Serixia formosana là một loài bọ cánh cứng trong họ Cerambycidae.